# Martorell de la Selva
Martorell de la Selva és una entitat de població d'hàbitat dispers del municipi de Maçanet de la Selva (la Selva). Es troba al sud-oest de la vila i té 59 habitants (2009). L'església parroquial de Sant Pere, de façana barroca, és el nucli del municipi. Igual que l'església de Maçanet, havia estat possessió del monestir de Breda, segons una butlla del papa Luci III del 1185, confirmada per Innocenci IV el 1246. El 1698 el poble formava amb Maçanet una batllia dins del vescomtat de Cabrera.